# 田口昂
田口昂（1942年5月18日—2016年8月16日）是日本的男聲優，所屬是Production baobab。東京都出身。

## 个人介绍
- 喜愛落語和講談。
- 討厭吃雞蛋。
- 为人友善。擔任过聲優養成所講師。
- 有舞台音響製作工作经验。
- 擅长对盤轉磁帶，錄音帶的使用。
- 喜欢玩弹珠赌博机。
- 名是「昂」的異體字「昻」，「昴」是誤寫。

## 演出作品

### 電視動畫
- 偶像傳說惠理子（田中導演）
- 藍色流星SPT雷斯納（操作人員A）
- OKAWARI-BOY SutazanS（艾比·譚·賽諾比）
- 雞與牛（班布、第1話～第26話）
- 星際牛仔（曼龍）
- 科學忍者隊（老人）※第91話
- GUNDAM系列作品
  - 機動武鬥傳G GUNDAM（市長、小丑）
  - 新機動戰記GUNDAM W（H教授）
  - 機動戰士GUNDAM SEED（長老）
- 恐怖的小京（桂歌丸）
- 銀河疾風Sasuraiger（老人）※第22話
- 城市獵人3（管家）※第10話、第11話
- 眼睛蛇（第17話路人）
- 時間飛船系列
  - 時間飛船（隊長）
  - 逆轉的Ippatsuman（為五郎）
  - Itadakiman（主持人，部下，勤務員）
- 超力機器人 加拉特（萊可）
- 大耳鼠（塔夫森、穿愷甲的男子）
- 心跳今夜（佩克）
- 世界名作劇場系列
  - 愛的小婦人物語（管家）
  - 小公子西迪（羅斯可）
  - 我的長腿叔叔（哈迪）
  - 七海的堤可（路易吉）
- 21衛門（汪達拉星人A、店的老闆、男人的聲音）※第6話、第14話、第23話
- 野良耳2（波奇）
- 神奇寶貝（塔桑的爸爸）※第34話
- 怪俠索羅利（管家）
- 魔神英雄傳小渡2（戴嘉梅雷歐、熊貓安妮熊貓）
- 咕嚕咕嚕魔法陣（商人、隨從、大臣、老占卜師）
- 魔法天使可麗麻美（伊藤導演）
- 魔法公主明琪桃 空桃、海桃兩方（波頓大佐）
- 魔法妖精佩爾莎（警官B）
- 媽媽是小學4年生（德先生）
- 妙手小廚師（龜藏、初音壽司的師傅）
- 未来警察藍光人（市長）※第30話
- 無敵超人Zambot 3（阿秋的父親，政吉）
- 名偵探福爾摩斯（服務人員、船長、經理）
- 以柔克剛（菅井支店長）
- 幽遊白書（怨爺、賣票人員）
- 魯邦三世 (TV第2系列)（傑爾博士、拉斯普丹）
- 羅賓漢大冒險（老人）

1980年
- 小拳王2（哈利馬歐）※片尾聲優陣容誤寫為田口昴。

1986年
- （寫樂）第15話

1987年
- 超能力魔美（久保）※第25話

1988年
- 美味大挑戰（田谷代議員）

1989年
- 美味大挑戰（金先生）※第37話

1992年
- 蠟筆小新（車站職員A﹑司機）

1996年
- 蠟筆小新（爸爸﹑阿山）

1999年
- 蠟筆小新（赤丸添削）
- （約翰）

2000年
- 名偵探柯南（犬山浩）

2001年
- 忍者亂太郎（井上）

2002年
- 禁獵魔女（情報網・鈴木）
- （長老）
- （管理人）
- 忍者亂太郎（莊左衛門的祖父）
- 名偵探柯南（遠藤信明、秋山拓也）

2003年
- 化為風箏的母親（日语：凧になったお母さん）（警察）

2004年
- 名偵探柯南（蔬果店老闆）
- 多啦A夢〔1979年的電視動畫〕（男人A）

2005年
- 槍與劍〔GUN×SWORD〕（卡魯洛斯）
- 怪醫黑傑克（齋藤醫生）

2006年
- Angel Heart 天使心（代理人）
- Code Geass 反叛的魯路修（曹將軍、陪臣）
- 忍者亂太郎（滑菇忍者、毒菇忍者、業者）
- 名偵探柯南（久更津的櫃檯職員）

2007年
- 我們這一家（役員、從業員B）
- 多啦A夢〔1979年動畫第2期〕（拉麵店老闆）
- 名偵探柯南（甲谷廉三﹑公寓的管理員）

2008年
- 蠟筆小新（天使）
- 我們這一家（坂田的父親、頑固老爹、龜吉、豆腐店老闆）
- 名偵探柯南（管理員）

2009年
- 我們這一家（店主）
- 怪談餐館（老爺爺）
- 名偵探柯南（中年村人B）

2010年
- 蠟筆小新（叔叔）
- 閃亮雙胞胎／笨蛋姊弟（重治）
- 名偵探柯南（番頭）

2011年
- 銀魂'（老爺爺囚犯[1]）

2014年
- （侍從）

2015年
- 新我們這一家（店主）
- 名偵探柯南（石黑忠治）

2016年
- 名侦探柯南（湯原庄之介 #820）

### OVA
- GUNDAM系列作品
  - 機動戰士GUNDAM 0083:Stardust Memory（凱瑞、卡倫特、高官A、葛華丹艦長）
  - 新機動戰記GUNDAM W 無盡的華爾茲（H教授）
- 銀河英雄傳說（克萊普夫）
- 裝甲騎兵波頓斯 作為赫奕的異端（拉德）
- 沈默的艦隊
- 魔法公主明琪桃夢中的華爾滋（波頓大佐）

### 劇場版動畫
- GUNDAM系列作品
  - 機動戰士GUNDAM F91（羅佛）
  - 機動戰士GUNDAM 0083:Stardust Memory 吉歐的餘光（凱瑞）
  - 新機動戰記GUNDAM W 無盡的華爾茲特別篇（H教授）
- 哆啦A夢系列
  - 哆啦A夢 大雄的天方夜譚（手下B）
  - 哆啦A夢 大雄的日本誕生（空地的地主）
  - 哆啦A夢 大雄的創世日記（書店老闆）
  - 哆啦A夢 大雄的貓狗時空傳（魚政）
- 哆啦美與阿拉拉·少年山賊團（竹藏的父親）
- Pa-Pa-Pa The Movie 小超人帕門（手下A）
- 魔女宅急便（拿者地板刷的老伯伯）
- 咕嚕咕嚕魔法陣 劇場版（教徒D）
- 魯邦三世 巴比倫的黃金傳說（富翁）
- 蠟筆小新：大對決！機器人爸爸的反擊（猴子老爹）

### 遊戲
- SD GUNDAM G世代 SPIRITS（凱瑞）
- 機動戰士GUNDAM 吉倫的野望系列
  - 機動戰士GUNDAM 吉倫的野望 吉昂的獨立戰爭記（凱瑞、財團關係者）
  - 機動戰士GUNDAM 吉倫的野望 亞克西斯的威脅、V（凱瑞）
- THE BATTLE OF 幽遊白書 ～死鬥! 黑暗武術大會～ 120%（怨爺）
- 傳奇系列
  - 宵星傳奇（拉高）
  - 命運傳奇（阿爾瓦）
  - 奇妙傳奇 -滿聲板-（雷尼歐斯）
  - 重生傳奇（聖甲蟲）

### 特別撮影
- 去吧! 牛若小太郎（裏儀的聲音）
- 去吧! 綠人（喜歡說話的櫃檯人員豚稚氣的聲音）

### 外語配音（海外TV）
- 失蹤現場3 ※第5話
- 巴比倫5（倫德·莫拉里／彼得·侏儸西克）
- Full House（傑克）※第175話
- 楊格萊達斯（酒吧招待員、山男）

### 外語配音（外國電影）
- 威羅（魯魯）
- Getting Even （犯人）
- 鐵金剛勇戰殺人狂魔（Q／戴斯蒙·李維林）
- 新鐵金剛之金眼睛（Q／戴斯蒙·李維林）
- 新鐵金剛之明日帝國（Q／戴斯蒙·李維林）
- 新鐵金剛之黑日危機（Q／戴斯蒙·李維林）
- 從地心竄出3（觀光客）

## 外部連結
- 事務所公開簡歷（日語）